# Limenitis zea
Limenitis zea är en fjärilsart som beskrevs av William Chapman Hewitson 1850. Limenitis zea ingår i släktet Limenitis och familjen praktfjärilar. Inga underarter finns listade i Catalogue of Life.